# Bródy (családnév)
A Bródy régi magyar családnév, amely a származási helyre utalhat: Boród (Bród), (Ukrajna, korábban Bereg vármegye), Bród (Horvátország, Szlavónia). Zsidó származású személyek esetében is származási helyre utalhat: Brodi városr Nyugat-Ukrajnában, a Lvivi régióban, amely az Osztrák–Magyar Monarchia idejében Galíciához tartozott.

## Híres Bródy nevű személyek
- Adrien Brody (1973) Oscar-díjas amerikai színész
- Alexander Brody (1933–2022) reklámszakember
- Bródy András (1892–1964) újságíró
- Bródy András (1895–1946) politikus
- Bródy András (1924–2010) Széchenyi-díjas közgazdász
- Bródy Ernő (1875–1961) politikus, ügyvéd
- Bródy Ernő (1881–1945) újságíró, szerkesztő
- Bródy György (1908–1967) kétszeres olimpiai bajnok vízilabdázó, sportvezető
- Bródy Henrik (1868–1942) irodalomtörténész, rabbi
- Bródy Imre (1891–1944) fizikus, kémikus, feltaláló
- Bródy Imre (1918–1983) újságíró, író
- Bródy István (1882–1941) rendező, színházigazgató
- Jane Ellen Brody (1941) amerikai újságíró
- Bródy János (1946) énekes, gitáros, zeneszerző, szövegíró
- Bródy Lajos (1858–1939) újságíró, lapszerkesztő, ügyvéd
- Bródy László (1897–1984) író
- Bródy Lili (1906–1962) író, költő
- Bródy Mihály (1954) nyelvész
- Bródy Miklós (1877–1949) karmester, zeneszerző, sakkmester
- Bródy Miksa (1875–1924) író, újságíró
- Bródy Pál (1875–1924) dramaturg, újságíró, színház igazgató
- Bródy Péter(wd) (1946–) jogász, üzleti és marketingszakértő
- Bródy Péter(wd) (1952–2024) televíziós rendező, a Budapest Európa Televízió alapító-tulajdonosa
- Bródy Sándor (1863–1924) író, drámaíró, publicista
- Bródy Sándor (1884–1944) válogatott labdarúgó
- Bródy Tamás (1913–1990) karnagy, zeneszerző
- Bródy Vera (1924–2021) báb- és díszlettervező
- Bródy Zsigmond (1840–1906) újságíró